# Кальварійський повіт
Кальварійський повіт — історична адміністративно-територіальна одиниця Августівського воєводства, Августівської, потім Сувальської губернії Російської імперії. Повітове місто — Калварія.

## Історія
Повіт утворено 1815 року у складі Августівське воєводство Царства Польського.
1837 року за новим адміністративним поділом Царства Польського підпорядкований Августівській губернії.
1867 року за поділом Августівської губернії опинився у складі Сувальської губернії.
1919 року територія повіту увійшла до складу Литовської республіки.

## Адміністративний поділ
1913 року повіт поділявся на 15 ґмін:
- Балькини (центр — садиба Лиса Гора);
- Кальварія (садиба Пяскино);
- Кирсна;
- Кракополь;
- Красна;
- Любово;
- Людвиново;
- Наднеман (село Дубяни);
- Оліта;
- Подавіне;
- Раудань (село Немонайце);
- Симно;
- Удрія;
- Урдомін;
- Яново (село Яновка)

## Населення
За даними перепису 1897 року в повіті мешкало 70,4 тис. осіб. За національним складом: литовці — 72,6%; поляки — 10,1%; євреї — 9,3%; росіяни — 3,7%, німці — 3,6. У повітовому місті Калварія проживало 9378 осіб